# 珠母长眼蟹
珠母长眼蟹（学名：Podophthalmus nacreus）为梭子蟹科长眼蟹属的动物。分布于日本、马达班湾、安达曼海以及中国大陆的南沙群岛等地，生活环境为海水，多见于水深35-50米的沙质或碎贝壳的海底。该物种的模式产地在安达曼海。